# Anorexia Nervosa
Para la enfermedad conocida como anorexia nerviosa, véase Anorexia nerviosa
Anorexia Nervosa (Nombre completo: Anorexia Nervosa The Nihilistic Orchestra) fue una banda francesa de symphonic black metal.

## Biografía
Anorexia Nervosa fue fundado originalmente en 1995 por Mr. Vant y Mr. Bayle. En 1993 La banda inmediatamente sacó un demo titulado "Garden of Delight". A continuación sacaron un recopilatorio en directo de su demo, titulado "Never Released Before" en 1994. En 1995 sacaron "Nihil Negativum", primer álbum de la banda, en el que se muestra un estilo totalmente death metal.
Después de " Nihil Negativum " la carrera de Anorexia Nervosa tomó un nuevo rumbo. Intentaron popularizarse escribiendo sus canciones ahora en inglés y no en francés. Exile 1997, un disco más orientado hacia el metal industrial con influencias de darkwave, tuvo éxito de ventas.
Los siguientes fueron Sodomizing the Archangel 1999 y Drudenhaus 2000, que cambiaron de nuevo el estilo de la banda; esta vez hacia el black metal sinfónico  y en 2001, Anorexia Nerviosa apostó con su mayor impulso financiero para crear el álbum New Obscurantis Order. Partes de este disco fueron grabados por la Orquesta Filarmónica de Francia para incluir arreglos musicales de música clásica. A muchos de sus fanes les gustó este estilo.
Recientemente, Anorexia Nervosa lanzó el álbum Redemption Process nuevo estilo característico de la banda, melodías y arreglos complejos, combinados con teclados y coros.

## Miembros
- Stefan Bayle - Guitarra  Vocalista -(1991 -2005)
- Mr. Couquet - Bajo, Voces Limpias - (1992- 2005 )
- Mr. Xort - Teclados - (1997- 2005)
- Mr. Vant - Batería - (1991- 2005)
- Mr. Hreidmarr - Voz - (1997- (2005)
- Marc Zabé - Guitarra - (1991–1999)
- Stéphane Gerbaud - Vocalista - (1992-1997)

Cronología

## Discografía

### Álbumes de estudio
- Nihil Negativum (1995)
- Exile - (1997)
- Sodomizing the Archangel (1999)
- Drudenhaus (2000)
- New Obscurantis Order (2001)
- Suicide is Sexy (2002)
- Redemption Process (2004)
- Disturbed   (2009)

### Compilaciones
- Suicide is Sexy  (2002)